# 蔦林淳望
蔦林 淳望（つたばやし じゅんもち、1944年9月15日 - ）は、日本の映画関係者。
映画
- 大日本帝国（1982年） - 助監督
- 日本海大海戦 海ゆかば（1983年） - 助監督、製作主任
- 麻雀放浪記（1984年） - 監督補
- 天国の大罪（1992年） - 監督補

テレビ
- 二百三高地 愛は死にますか（1981年） - 助監督
- 現代恐怖サスペンス「哀しき超能力」（1986年8月25日） - 監督
- 仮面ライダーBLACK（1987年-1988年） - 監督
- 仮面ライダーBLACK RX（1988年-1989年） - 監督